# Польша на летних Олимпийских играх 1932
Польша принимала участие в Летних Олимпийских играх 1932 года в Лос-Анджелесе (США) в третий раз за свою историю, и завоевала четыре бронзовые, одну серебряную и две золотые медали. Сборную страны представляли 9 женщин.
| Польша на олимпиаде 1932 года в Лос-Анджелесе | Польша на олимпиаде 1932 года в Лос-Анджелесе                                                  | Польша на олимпиаде 1932 года в Лос-Анджелесе | Польша на олимпиаде 1932 года в Лос-Анджелесе | Польша на олимпиаде 1932 года в Лос-Анджелесе |
| Медали                                        | Спортсмен                                                                                      | Вид спорта                                    | Дисциплина                                    | Результат                                     |
| --------------------------------------------- | ---------------------------------------------------------------------------------------------- | --------------------------------------------- | --------------------------------------------- | --------------------------------------------- |
| Золото                                        | Януш Кусоциньский                                                                              | Лёгкая атлетика                               | мужчины, 10 000 метров                        | 330.11,4 (OR)                                 |
| Золото                                        | Станислава Валасевич                                                                           | Лёгкая атлетика                               | женщины, 100 метров                           | 11,9 (WR)                                     |
| Серебро                                       | Ежи Браун Януш Слёнзак Ежи Сколимовский                                                        | Академическая гребля                          | двойки распашные с рулевым                    | 8.31,2 мин                                    |
| Бронза                                        | Ядвига Вайсувна                                                                                | Лёгкая атлетика                               | метание диска, женщины                        | 38,74 метров                                  |
| Бронза                                        | Хенрик Будзиньский Ян Кренз-Миколайчак                                                         | Академическая гребля                          | мужчины, двойки распашные без рулевого        | 8.08,2 мин                                    |
| Бронза                                        | Ежи Браун Януш Слёнзак Станислав Урбан Эдвард Кобылинский Ежи Сколимовский                     | Академическая гребля                          | четвёрки распашные с рулевым                  | 7.26,8 мин                                    |
| Бронза                                        | Лешек Лубич-Ныч Мариан Суский Владислав Добровольский Адам Папе Тадеуш Фридрих Владислав Сегда | Фехтование                                    | Сабля                                         |                                               |

## Результаты соревнований

### Академическая гребля
Соревнования в академической гребле на Играх 1932 года проходили с 9 по 13 августа. В следующий раунд из каждого заезда проходили несколько лучших экипажей (в зависимости от раунда и дисциплины). В финал выходили 4 сильнейших экипажа.
Мужчины
| Соревнование | Спортсмены                       | Предварительный заезд | Предварительный заезд | Предварительный заезд | Отборочный заезд | Отборочный заезд | Отборочный заезд | Финал  | Финал |
| Соревнование | Спортсмены                       | Заезд                 | Время                 | Место                 | Заезд            | Время            | Место            | Время  | Место |
| ------------ | -------------------------------- | --------------------- | --------------------- | --------------------- | ---------------- | ---------------- | ---------------- | ------ | ----- |
| двойки       | Хенрик Будзиньский Ян Миколайчак | 1                     | 7:53,4                | 1 Q                   | не участвовали   | не участвовали   | не участвовали   | 8:08,2 | 3     |